# Heaven & Hell: North & South, Book III
Heaven & Hell: North & South, Book III è una miniserie televisiva americana, basata sul romanzo Inferno e paradiso di John Jakes, ed è il seguito delle miniserie Nord e Sud (1985) e Nord e Sud II (1986).
In patria la miniserie fu quasi un flop e perciò è rimasta inedita in Italia.